# Ogden (Iowa)
Ogden é uma cidade localizada no estado americano de Iowa, no Condado de Boone.

## Demografia
Segundo o censo americano de 2000, a sua população era de 2023 habitantes.
Em 2006, foi estimada uma população de 2008, um decréscimo de 15 (-0.7%).

## Geografia
De acordo com o United States Census Bureau tem uma área de
3,6 km², dos quais 3,6 km² cobertos por terra e 0,0 km² cobertos por água. Ogden localiza-se a aproximadamente 338 m acima do nível do mar.

## Localidades na vizinhança
O diagrama seguinte representa as localidades num raio de 16 km ao redor de Ogden.